# Tettigidea australis
Tettigidea australis är en insektsart som beskrevs av Hancock, J.L. 1900. Tettigidea australis ingår i släktet Tettigidea och familjen torngräshoppor. Inga underarter finns listade i Catalogue of Life.